# 佐賀昇博
佐賀昇 博（さがのぼり ひろし、1961年11月27日 - ）は、佐賀県藤津郡塩田町（現・同県嬉野市、出生地は杵島郡白石町）出身で、押尾川部屋に所属した元大相撲力士。本名は林 博（はやし ひろし）。現役時代の体格は192cm、119kg。得意手は左四つ、下手投げ。最高位は東前頭14枚目（1988年11月場所）。
趣味は、音楽鑑賞と読書。血液型はO型。

## 来歴・人物
幼い頃両親を亡くし、3歳年上の姉や5歳年下の弟と一緒に現在の嬉野市にある児童養護施設「済昭園」で育った。中学3年生の時には身長が184cmあり目立つ存在であった。中学校近くのラーメン店の店主が同郷の押尾川親方（元大関・大麒麟）と知り合いの縁で何度も入門を誘われた。相撲にはまったく興味はなかったが、九州場所に連れて行かれ、部屋ではちゃんこでもてなされ、気がつくと入門に向けて周囲を固められていた。塩田町立塩田中学校を卒業後、押尾川部屋に入門し、1977年3月場所にて15歳で初土俵を踏んだ。
同期の初土俵には同じ押尾川部屋の騏ノ嵐と恵那櫻がおり、自身を含む3人全員がその後幕内まで出世している。
部屋での稽古は厳しかったが施設出身なので帰るところがなく、相撲を辞めようと思ったことは一度もなかった。逆境にめげず、力士としては細い体で努力した。その甲斐あって、1986年9月場所で十両昇進、昭和年代最後の場所となる1988年11月場所で貴ノ浜と共に新入幕を果たした。
常に気力溢れる相撲を展開し左四つからの下手投げを得意としたが、体の細さもあって幕内では通用せず、新入幕の場所では5勝10敗と大きく負け越して1場所で十両に逆戻り。幕内は結局、この1場所しか務まらなかった。
1992年9月場所を最後に十両の地位からも遠ざかり、以降は腰を痛めて番付を大きく下げ、腰の手術は2回経験した。1993年9月場所では序二段60枚目まで陥落する屈辱を味わった。
その後は幕下20枚目まで番付を戻し、幕下44枚目に在位した1996年1月場所を以って、34歳で廃業。引退に際して「全国の施設の子どもたちに夢を与えられたのが一番の誇り」と語った。断髪式では師匠の押尾川が止め鋏を入れた。
現在は、東京都中央区銀座と大阪市中央区西心斎橋で、相撲料理店「相撲茶屋 佐賀昇」と「すもうキッチン 佐賀昇」を経営している。2017年の時点では親代わりであった押尾川の墓参りは欠かしていないという。

## 主な成績・記録
- 現役在位：113場所
- 通算成績：516勝497敗35休 勝率.509
- 幕内在位：1場所
- 幕内成績：5勝10敗 勝率.333
- 十両在位：31場所

### 場所別成績
| | 一月場所 初場所（東京） | 三月場所 春場所（大阪） | 五月場所 夏場所（東京）   | 七月場所 名古屋場所（愛知） | 九月場所 秋場所（東京） | 十一月場所 九州場所（福岡） |
| --- | ----------------------- | ----------------------- | ------------------------- | --------------------------- | ----------------------- | --------------------------- |
| 1977年 （昭和52年） | x                       | （前相撲）              | 西序ノ口28枚目 2–5        | 東序ノ口5枚目 1–6           | 西序ノ口14枚目 4–3      | 東序二段93枚目 3–4          |
| 1978年 （昭和53年） | 東序二段97枚目 5–2      | 西序二段55枚目 2–5      | 東序二段78枚目 2–5        | 西序二段100枚目 5–2         | 東序二段60枚目 4–3      | 東序二段36枚目 4–3          |
| 1979年 （昭和54年） | 東序二段21枚目 2–5      | 西序二段47枚目 5–2      | 西序二段19枚目 4–3        | 東三段目90枚目 4–3          | 西序二段32枚目 4–3      | 西序二段13枚目 5–2          |
| 1980年 （昭和55年） | 東三段目70枚目 4–3      | 東三段目56枚目 3–4      | 東三段目70枚目 5–2        | 東三段目39枚目 3–4          | 東三段目53枚目 3–4      | 東三段目70枚目 3–4          |
| 1981年 （昭和56年） | 東三段目82枚目 6–1      | 西三段目32枚目 3–4      | 西三段目42枚目 4–3        | 東三段目28枚目 5–2          | 西幕下60枚目 3–4        | 西三段目11枚目 3–4          |
| 1982年 （昭和57年） | 西三段目19枚目 3–4      | 西三段目37枚目 6–1      | 西幕下56枚目 4–3          | 西幕下45枚目 3–4            | 西幕下60枚目 3–4        | 東三段目17枚目 6–1          |
| 1983年 （昭和58年） | 西幕下40枚目 4–3        | 東幕下35枚目 3–4        | 東幕下52枚目 4–3          | 東幕下43枚目 4–3            | 東幕下38枚目 3–4        | 西幕下52枚目 4–3            |
| 1984年 （昭和59年） | 西幕下40枚目 4–3        | 東幕下33枚目 4–3        | 東幕下23枚目 4–3          | 西幕下17枚目 2–5            | 西幕下37枚目 3–4        | 西幕下50枚目 2–5            |
| 1985年 （昭和60年） | 西三段目18枚目 5–2      | 西幕下53枚目 5–2        | 東幕下31枚目 3–4          | 西幕下42枚目 4–3            | 東幕下32枚目 5–2        | 西幕下20枚目 5–2            |
| 1986年 （昭和61年） | 西幕下8枚目 4–3         | 東幕下5枚目 4–3         | 東幕下2枚目 3–4           | 西幕下6枚目 6–1             | 西十両13枚目 8–7        | 西十両10枚目 7–8            |
| 1987年 （昭和62年） | 東十両12枚目 8–7        | 東十両11枚目 3–12       | 東幕下9枚目 4–3           | 東幕下6枚目 4–3             | 東幕下2枚目 4–3         | 東幕下筆頭 4–3              |
| 1988年 （昭和63年） | 西十両13枚目 8–7        | 西十両9枚目 10–5        | 東十両3枚目 6–9           | 西十両6枚目 10–5            | 東十両筆頭 8–7          | 東前頭14枚目 5–10           |
| 1989年 （平成元年） | 東十両5枚目 8–7         | 東十両3枚目 6–9         | 西十両7枚目 9–6           | 東十両3枚目 8–7             | 西十両2枚目 7–8         | 西十両4枚目 8–7             |
| 1990年 （平成2年） | 東十両2枚目 4–11        | 西十両9枚目 8–7         | 西十両5枚目 6–9           | 東十両10枚目 8–7            | 西十両7枚目 6–9         | 東十両10枚目 8–7            |
| 1991年 （平成3年） | 東十両6枚目 7–8         | 西十両8枚目 2–13        | 西幕下5枚目 6–1           | 東十両12枚目 9–6            | 西十両6枚目 7–8         | 西十両7枚目 7–8             |
| 1992年 （平成4年） | 西十両9枚目 8–7         | 東十両7枚目 8–7         | 東十両5枚目 6–9           | 西十両7枚目 6–9             | 西十両10枚目 6–9        | 東幕下筆頭 2–6              |
| 1993年 （平成5年） | 西幕下17枚目 休場 0–0–7 | 東幕下57枚目 休場 0–0–7 | 東三段目38枚目 休場 0–0–7 | 西三段目99枚目 休場 0–0–7   | 東序二段60枚目 6–1      | 西三段目97枚目 6–1          |
| 1994年 （平成6年） | 東三段目41枚目 3–4      | 東三段目62枚目 4–3      | 西三段目43枚目 5–2        | 西三段目16枚目 6–1          | 東幕下43枚目 4–3        | 東幕下34枚目 5–2            |
| 1995年 （平成7年） | 西幕下20枚目 3–4        | 西幕下29枚目 3–4        | 東幕下42枚目 5–2          | 東幕下28枚目 1–6            | 東幕下54枚目 5–2        | 東幕下35枚目 3–4            |
| 1996年 （平成8年） | 東幕下44枚目 引退 0–0–7 | x                       | x                         | x                           | x                       | x                           |
| 各欄の数字は、「勝ち-負け-休場」を示す。 優勝 引退 休場 十両 幕下 三賞：敢=敢闘賞、殊=殊勲賞、技=技能賞 その他：★=金星 番付階級：幕内 - 十両 - 幕下 - 三段目 - 序二段 - 序ノ口 幕内序列：横綱 - 大関 - 関脇 - 小結 - 前頭（「#数字」は各位内の序列） |                         |                         |                           |                             |                         |                             |

### 幕内対戦成績
| 霧島 | 0 | 1 | 起利錦   | 0 | 1 | 高望山 | 1 | 0 | 薩洲洋 | 1 | 0 |  |  |  |
| 陣岳 | 0 | 1 | 孝乃富士 | 0 | 1 | 隆三杉 | 0 | 1 | 多賀竜 | 0 | 1 |  |  |  |
| 寺尾 | 0 | 1 | 豊ノ海   | 1 | 0 | 鳳凰   | 0 | 1 | 三杉里 | 1 | 0 |  |  |  |

## エピソード
- ご当地の九州場所で新入幕を果たした際、自らが育った施設を訪ね、少年時代の自身と同じような境遇の子供達を励ましたという美談が残っている。
- 1989年2月に両国国技館で開催された、「第13回日本大相撲トーナメント」に於いて、十両の部で優勝を果たしている。
- 立合いの正常化が徹底された1990年代初期の二子山理事長時代、理事長による講義の席で悪い立合いの見本として佐賀昇の取組がビデオ映像で紹介された事がある。この時二子山は、「これは行司も悪いが、佐賀昇も悪い」と両者を批判した。

## 改名歴
- 大林 博（おおばやし ひろし、1977年5月場所-同年7月場所）
- 佐賀昇 博（さがのぼり -、1977年9月場所-1992年11月場所）
- 佐嘉昇 博（さがのぼり -、1993年1月場所-1996年1月場所）